# 曉峯灣畔
曉峯灣畔（英語：Mountain Shore）是香港一個市值發展項目，位於新界馬鞍山大水坑（馬鞍山第77區），地址為馬鞍山沃泰街8號，於2000年落成，發展商為香港房屋協會，由劉榮廣伍振民建築師事務所設計，現時管理公司為置邦物業管理，此項目原為夾心階層住屋計劃之屋苑，最後改作私人樓宇以市值價格出售。

## 物業資料
- 樓宇數目：5座
- 樓宇座數：1、2、3、4、5
- 單位數目：1124伙

## 特色
曉峰灣畔設有健身室、網球場、泳池、活動室等。大部分單位皆有城門河、吐露港景觀。

## 知名住客
- 陳克勤，香港立法會議員 [1]

## 外部連結
- 曉峯灣畔廣場（页面存档备份，存于）
- 曉峯灣畔網站
- 中原地產 - 曉峰灣畔（页面存档备份，存于）